# Jesús Alfonso Guerrero Contreras
Jesús Alfonso Guerrero Contreras OFMCap. (ur. 23 stycznia 1951 w La Pedregoza) – wenezuelski duchowny rzymskokatolicki, od 2018 biskup Barinas.

## Życiorys
Święcenia kapłańskie przyjął 10 grudnia 1977 w zakonie kapucynów. Pracował głównie jako wykładowca kilku wenezuelskich seminariów diecezjalnych oraz instytutów zakonnych.
6 grudnia 1995 został mianowany wikariuszem apostolskim Caroní oraz biskupem tytularnym Leptiminus. Sakry biskupiej udzielił mu 20 stycznia 1996 abp Baltazar Porras.
9 kwietnia 2011 otrzymał nominację na biskupa Machiques, zaś 21 grudnia 2018 został przeniesiony na biskupstwo Barinas.